# Verboden te roken
Verboden te roken is het 135ste album in de reeks de avonturen van Urbanus.